# Konstandinos Mitroglu
Konstandinos „Kostas” Mitroglou (gr. Κωνσταντίνος Μήτρογλου, ur. 12 marca 1988 w Krinides) – grecki piłkarz grający na pozycji napastnika.

## Kariera klubowa
Mitroglu urodził się w Krinides, ale gdy miał 2 lata wyemigrował z rodziną do Niemiec i dorastał w Neukirchen-Vluyn. Tam rozpoczął treningi w juniorach Borussii Mönchengladbach w 1994 roku. W latach 2004–2005 trenował w MSV Duisburg, a następnie wrócił do Borussii i był zawodnikiem zespołu rezerw. Przez 2 sezony gry w Regionallidze strzelił 10 goli.
Latem 2007 roku Mitroglu wrócił do Grecji i został piłkarzem Olympiakosu Pireus. W greckiej ekstraklasie zadebiutował 29 września 2007 roku w zremisowanym 1:1 wyjazdowym spotkaniu z Arisem Saloniki. 8 grudnia 2007 strzelił pierwszego gola w lidze, w meczu z Lewadiakosem (4:0). Latem 2007 zdobył Superpuchar Grecji, a w 2008 roku jako rezerwowy sięgnął z Olympiakosem po dublet – mistrzostwo i Puchar Grecji. W 2009 roku ponownie został mistrzem kraju, a od początku sezonu 2009/2010 był podstawowym zawodnikiem zespołu i występował w ataku z Brazylijczykiem Diogo oraz Hiszpanem Óscarem.
W 2011 roku Mitroglu został wypożyczony do Panioniosu Ateny, w którym zadebiutował 16 stycznia 2011 w meczu z Arisem Saloniki (2:0), w którym zdobył 2 gole.
31 stycznia 2014 roku podpisał 4,5-letni kontrakt z angielskim Fulham. Latem 2014 odszedł do Olympiakosu na wypożyczenie. Na sezon 2015/16 został wypożyczony do Benfiki Lizbona.
| Sezon   | Klub                           | Kraj       | Rozgrywki      | Mecze | Bramki |
| ------- | ------------------------------ | ---------- | -------------- | ----- | ------ |
| 2005/06 | Borussia Mönchengladbach amat. | Niemcy     | Regionalliga   | 24    | 10     |
| 2006/07 | Borussia Mönchengladbach amat. | Niemcy     | Regionalliga   | 23    | 0      |
| 2007/08 | Olympiakos SFP                 | Grecja     | Alpha Ethniki  | 12    | 4      |
| 2008/09 | Olympiakos SFP                 | Grecja     | Alpha Ethniki  | 7     | 2      |
| 2009/10 | Olympiakos SFP                 | Grecja     | Alpha Ethniki  | 26    | 9      |
| 2010/11 | Olympiakos SFP                 | Grecja     | Alpha Ethniki  | 5     | 1      |
| 2010/11 | Panionios GSS                  | Grecja     | Alpha Ethniki  | 11    | 8      |
| 2011/12 | PAE Atromitos                  | Grecja     | Alpha Ethniki  | 34    | 17     |
| 2012/13 | Olympiakos SFP                 | Grecja     | Alpha Ethniki  | 25    | 11     |
| 2013/14 | Olympiakos SFP                 | Grecja     | Alpha Ethniki  | 12    | 14     |
| 2013/14 | Fulham                         | Anglia     | Premier League | 3     | 0      |
| 2014/15 | Olympiakos SFP (wyp.)          | Grecja     | Alpha Ethniki  | 11    | 7      |
| 2015/16 | SL Benfica (wyp.)              | Portugalia | Primeira Liga  | 32    | 20     |
| 2016/17 | SL Benfica                     | Portugalia | Primeira Liga  | 28    | 16     |
| 2017/18 | Olympique Marsylia             | Francja    | Ligue 1        | 19    | 9      |
| 2018/19 | Olympique Marsylia             | Francja    | Ligue 1        | 14    | 3      |
| 2018/19 | Galatasaray SK (wyp.)          | Turcja     | Süper Lig      | 7     | 1      |
| 2019/20 | PSV Eindhoven (wyp.)           | Holandia   | Eredivisie     |       |        |

## Kariera reprezentacyjna
W 2007 roku Mitroglu wystąpił z reprezentacji Grecji U-19 na Mistrzostwach Europy U-19, na których wywalczył wicemistrzostwo kontynentu i został ex aequo z Anisem Ben-Hatirą i Kévinem Monnet-Paquetem królem strzelców strzelając 3 gole. W dorosłej reprezentacji kraju zadebiutował 14 listopada 2009 roku w zremisowanym 0:0 barażu o awans do Mistrzostw Świata w RPA z Ukrainą, gdy w 71. minucie zmienił Dimitrisa Salpingidisa. Wraz z Grecją wywalczył awans na Mundial 2010.